# Winterset (Film)
Winterset ist ein US-amerikanischer Kriminalfilm von Alfred Santell aus dem Jahr 1936.

## Handlung
Im Jahr 1920 wird der Einwanderer Bartolomeo Romagna des Mordes am Zahlmeister einer Fabrik schuldig gesprochen. Er war auf der Straße von Unbekannten in sein Auto gezogen worden, der Schuss auf den Zahlmeister geschah aus Bartolomeos Auto heraus, das wenig später gefunden wurde. Da Bartolomeo anderen Leuten Geld schuldete, war zudem ein Motiv gefunden und der Richter verurteilte ihn zum Tod auf dem elektrischen Stuhl. Bartolomeo sagt voraus, dass er als Unschuldiger den Richter nach seinem Tod verfolgen werde. Kurze Zeit später wird er hingerichtet.
Im Jahr 1936 untersuchen Jurastudenten während einer Prüfung exemplarisch einen Justizfall – den von Bartolomeo Romagna. Zum ersten Mal in der Geschichte seines Fachs erhält der prüfende Professor von allen 100 Studenten dasselbe Urteil. Romagna wird für unschuldig gehalten und die Studenten weisen zahlreiche Fehler im Prozess nach. Unter anderem galt ein gewisser Garth Esdras als Schlüsselzeuge, wurde jedoch nie zu einer Aussage vorgeladen. Der Fall geht durch die Presse.
In New York City wird unterdessen der Gangsterboss Trock Estrella nervös. Er weiß, dass der Kriminelle Shadow damals mit ihm und Garth im Tatauto gesessen und den Zahlmeister erschossen hat. Er ist der Polizei bekannt und hat kein Interesse, dass der Fall erneut untersucht wird. Er glaubt, Garth habe geredet oder werde reden, und sucht ihn auf. Garth wohnt mit seiner Schwester Miriamne und seinem Vater zusammen und will ebenfalls aus der Sache herausgehalten werden, zumal Miriamne bisher nichts von seiner Verwicklung in den Fall wusste. Trock verbietet Garth, das Haus zu verlassen.
Miriamne lernt unterdessen unweit ihres Hauses den jungen Mio kennen und beide tanzen in einem Hinterhof zu Leierkastenmusik, bis die spontane Feier durch die Polizei unterbrochen wird. Mio offenbart Miriamne, dass er der Sohn von Bartolomeo Romagna ist und dessen Unschuld beweisen will. Da Miriamne von Garth weiß, wer Bartolomeo damals ermordet hat, rät sie ihm, nach Garth zu suchen. Sie sagt ihm nicht, dass er ihr Bruder ist. Bei Garth ist unterdessen der als verrückt geltende Richter der damaligen Verhandlung gegen Bartolomeo aufgetaucht, um Garth zu beruhigen. Hätte er seine Aussage damals als wichtig angesehen, hätte er ihn vorgeladen. Als sich Mio zu Garth durchgefragt hat, schildert ihm der Richter überzeugend, dass Bartolomeo damals schuldig war. Garth wiederum behauptet, er habe nie im Tatauto gesessen und sei daher auch nie als möglicher Zeuge vorgeladen worden. Mio ist niedergeschlagen, da er sein Leben auf der Unschuld des Vaters aufgebaut hat.
Auf der Suche nach dem Richter erscheint plötzlich Trock, der kurz zuvor Shadow auf der Straße erschossen hat, bei Garth. Er will sowohl den Richter als auch Mio loswerden, doch steht plötzlich der blutüberströmte Shadow in der Tür und richtet seine Pistole auf Trock. Er stirbt jedoch, bevor er Trock erschießen kann. Während Trock und Garth Shadows Leiche in ein Nebenzimmer bringen, nimmt Mio Shadows Pistole an sich und bedroht Trock, der nun in Panik zugibt, dass Shadow damals Bartolomeo ermordet habe. Der Richter bricht zusammen und Trock gelingt es, die Waffe an sich zu bringen. Plötzlich erscheint die Polizei auf der Suche nach dem verwirrten Richter. Sie glauben Mio nicht, dass im Nebenzimmer eine Leiche liegt. Tatsächlich ist diese so gut versteckt, dass die Polizisten nichts finden können. Sie drohen Mio, dass er beim nächsten Auffälligwerden mit aufs Revier genommen wird, und nehmen den Richter mit. Mio ist enttäuscht, dass Mariamne ihm nicht beigestanden hat, doch eröffnet sie ihm, dass Garth ihr Bruder ist. Trock geht, um Dinge vorzubereiten. Mit einem Komplizen postiert er sich unweit des Hauses, um Mio beim Verlassen zu erschießen. Als Signal zum Schießen macht er mit seinem Komplizen das Anzünden einer Zigarette aus.
Garth, der sein Leben lang von Schuldgefühlen wegen des Mordes geplagt wurde, erkennt nun, dass Mariamne Mio liebt. Er geht an Mios Stelle aus dem Haus und wird nach Trocks Signal erschossen. Mio und Mariamne sitzen im Vorhof des Hauses dennoch in der Falle, da Trock erkannt hat, dass der Falsche erschossen wurde. Mio beginnt schließlich, den noch im Hof stehenden Leierkasten zu spielen. Ein Polizist erscheint und nimmt den ihm bereits bekannten und ihn zudem provozierenden Mio mit sich. Trock, der Mio erschießen wollte, war vor dem Polizisten in Deckung gegangen. Unterdessen hat ein Landstreicher die von Trock fortgeworfene Zigarette des ersten Mordes gefunden und sich angesteckt. Trocks Komplize sieht es als Signal an und erschießt Trock.

## Produktion

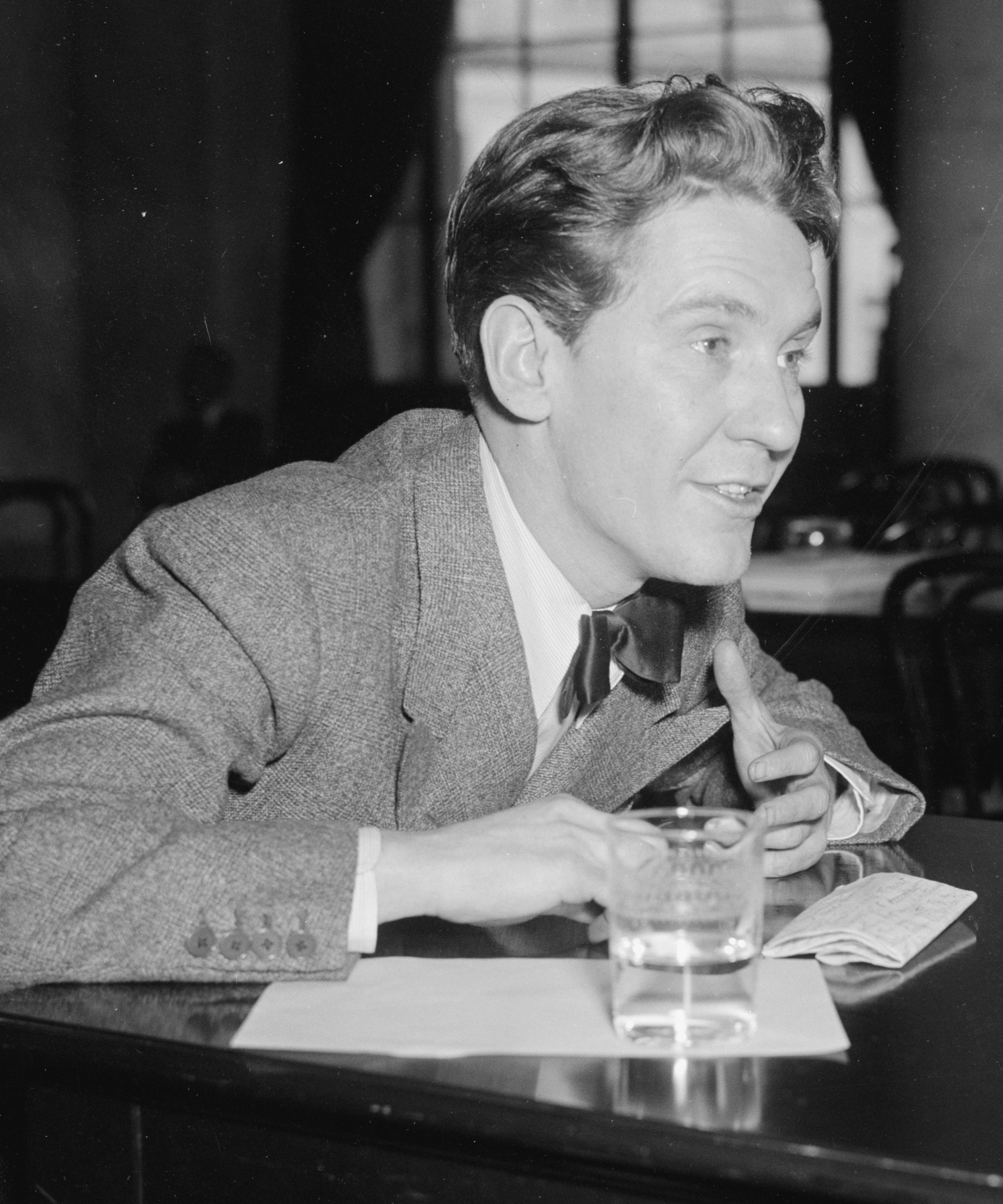
Burgess Meredith, Hauptdarsteller des Films

Winterset beruht auf dem an den Sacco-Vanzetti-Fall angelehnten Theaterstück Dezembertag (orig. Winterset) von Maxwell Anderson, das 1935 mit einem Drama Critics Circle Award ausgezeichnet worden war. Der Film wurde von Juli bis September 1936 gedreht. Es war das Leinwanddebüt von Maurice Moscovitch und nach zwei Kleinstrollen ohne Nennung in den Credits der erste größere Leinwandauftritt von Burgess Meredith. Meredith hatte wie auch Margo, Eduardo Ciannelli, Myron McCormick und Fernanda Eliscu bereits die gleiche Rolle im Theaterstück innegehabt, wobei Myron McCormick im Film als Carr, im Theaterstück jedoch wie Ciannelli als Trock auftrat. Der Film, der rund 400.000 Dollar kostete, kam am 20. November 1936 in die Kinos.

## Kritik
Die New York Times lobte den Film 1936 als gelungene Vermischung von Theater und Film, wobei der Film wie auch das Theaterstück ein „poetischer Aufschrei gegen Ungerechtigkeit und Massenhysterie“ sei. Besonders lobte die Zeitung das im Gegensatz zum Stück geänderte Ende, das Mio und Mariamne überleben lasse und so dem Gerechtigkeitsempfinden der Zuschauer entgegenkomme. 
Classic Film Guide nannte die Charaktere einfach und eindimensional und die Interpretation zu dramatisierend. Die Handlung sei überholt und teilweise unglaubwürdig, doch würden die Darsteller die Geschichte so glaubhaft machen, dass der Film am Ende zu fesseln wisse.

## Auszeichnungen
Winterset wurde 1937 für einen Oscar in der Kategorie Bestes Szenenbild nominiert und erhielt eine weitere Oscarnominierung in der Kategorie Beste Filmmusik.